# Czas trwania obligacji
Czas trwania obligacji, również okresowość, duracja obligacji (ang. bond's duration) – średni ważony okres oczekiwania na wpływ środków pieniężnych z obligacji (średni termin wykupu obligacji). Czas ten jest miarą wrażliwości zmian ceny obligacji na zmiany rynkowych stóp procentowych. Określenie go pozwala na uporządkowanie obligacji ze względu na ryzyko stopy procentowej. Spośród obligacji o tym samym terminie wykupu najwyższym ryzykiem stopy procentowej obarczone są obligacje zerokuponowe, gdyż ich czas trwania jest równy okresowi do wykupu.
Znajomość czasu trwania obligacji można wykorzystać do:
- zabezpieczenia się przed ryzykiem stopy procentowej;
- szacowania zmian cen przy zmianach rentowności w celu zabezpieczenia się operacją o tym samym ryzyku, lecz dokonaną w przeciwnym kierunku;
- dopasowania zapadalności aktywów i wymagalności pasywów;
- szacowania zmian cen przy określonej rentowności w obrocie;
- w zarządzaniu portfelem.

Czas trwania obligacji można wyznaczyć ze wzoru:
{\displaystyle D={\frac {1}{P}}\sum \limits _{t=1}^{n}{\frac {t{{C}_{t}}}{{(1+YTM)}^{t}}}}
gdzie:
n – wyrażony w latach okres do wykupu obligacji,
Ct – przepływ pieniężny z tytułu posiadania obligacji uzyskany w momencie t (powinien uwzględniać zarówno przychody z tytułu kuponów odsetkowych, jak i zwrot wartości nominalnej w momencie wykupu obligacji),
t – wyrażony w latach od daty emisji moment wypłaty kolejnego kuponu odsetkowego,
YTM – wymagana przez inwestora stopa zwrotu z inwestycji w daną obligację przy założeniu utrzymania jej do wykupu (rentowność do wykupu, ang. yield to maturity),
P – cena bieżąca obligacji.